# Paladine

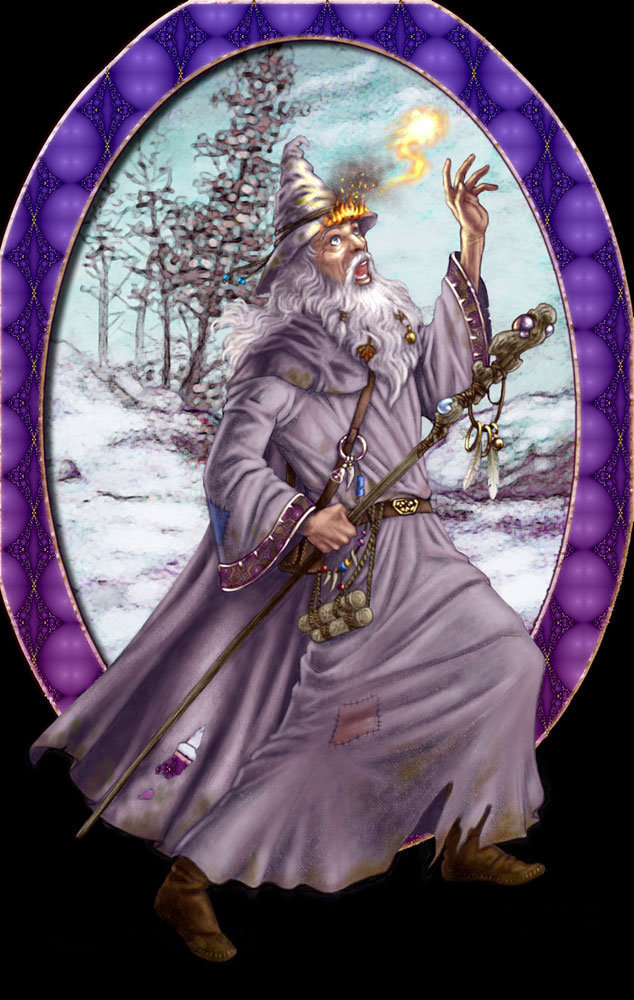
Fizban, avatar de Paladine

Paladine es un dios ficticio del mundo de Dragonlance. Es el Padre del Bien y Maestro de la Ley. Dirige a los dioses del Bien y los acaudilla, no mediante la restricción sino por el ejemplo y el ánimo. Ayuda a la legalidad y a la abjuración del Mal. Gobierna desde el Domo de la Creación, que rodea los cielos.

## Historia
Durante la Era de los Sueños, Paladine condujo a los dioses durante la creación. Antes de que se hiciera nada, él y su hermana Takhisis, la diosa del Mal, infundieron a la furia bruta del caos forma y finalidad. Así crearon las primeras cosas materiales, los dragones. Ella, celosa de que las primeras creaciones no fueran enteramente suyas, corrompió a los dragones de colores para hacerlos malvados. Paladine reemplazó sus hijos caídos con los dragones metálicos buenos, pero el acto corruptor de Takhisis inició la grieta entre el Bien y el Mal.
Luego Takhisis intentó dominar a los recién creados espíritus-estrella, y la grieta se amplió a un cañón. Paladine, en justa furia, desencadenó la Guerra de Todos los Santos contra los dioses del Mal. Ésta terminó con ambos bandos heridos, pero el campo de batalla, Krynn, quedó destruido casi por completo. Paladine, entristecido por la devastación, juró no volver a hacer nunca más la guerra sobre el mundo, aprendiendo la necesidad de ser sutil en el conflicto con los dioses del Mal.
Trabajando a través de sus adoradores antes que en persona, pudo traer un lento cambio sin poner en peligro la débil materia de la creación, aconsejando a los otros dioses del Bien que hicieran lo mismo.
Cuando Takhisis se alzaba sobre el mundo como una plaga ineludible, Paladine se dio cuenta de que necesitaba un arma más poderosa en la lucha por el Bien, así que uniéndose a sus hijos Kiri Jolith, dios de la guerra, la gloria, el honor y el deber, y Habbakuk, dios de la armonía y la naturaleza, Paladine creó los Caballeros de Solamnia. Estos eligieron al héroe humano de la libertad, Vinas Solamnus, para establecer la orden de caballería, basándose en los ideales de verdad, justicia y honor. Estos demostraron ser un arma lo suficientemente buena como para desbaratar los planes del Mal durante más de un milenio. Luego, en los inicios de la Tercera Guerra de los Dragones, el dios afiló el borde de su arma revelando el secreto de la lanza de Dragón.
En el Cataclismo, Paladine y su orden, desilusionados por la gente arrogante y ligados por los conjuros del rey sacerdote, cesaron su intervención en el mundo. A lo largo de 60 días, permitieron que el Mal se difundiera sin control por el mundo. Durante este tiempo, las lágrimas de Paladine resplandecieron brillantes en el cielo nocturno. Desde entonces, ha vuelto su mano al agotador e incesante trabajo de guiar a los inconstantes mortales.

## Adoración
Otros nombres: Padre de Platino (Dragones), Paladín de Draco (Ergoth), Espada Celeste (Goodlund), Lord de los Dragones (Mithas), E'li (Silvanesti), Thak el Martillo (Thorbardin), Bah'Mut (Istar), el Gran Dragón (Solamnia), Guerrero Valiente (Solace), Fizban (en su apariencia humana).
Género: Masculino 
Plano natal: Los Siete Cielos 
Símbolo: Triángulo de Plata, y también el Pino (Silvanesti) y el Yunque (Thorbardin) 
Colores: Plata, blanco. 
Ámbito de influencia: Gobierno y tutela, orden, esperanza, luz. 
Motivaciones: A partir de la devastación de la Guerra de la lanza, Paladine tiene dos metas principales: mantener a Takhisis en su destierro y traer de nuevo la luz y la esperanza a las abrumadas naciones de Krynn. Incluso en la pausa que siguió a la guerra, Paladine ha regresado ocasionalmente en forma de avatar para espolear la obra del Bien.
Paladine es honrado por todas las órdenes de los Caballeros de Solamnia, siendo el patrón de la Orden de la Rosa. La constelación de Paladine protege la constelación de Gilean. Según la tradición, la constelación de Paladine ocupa esa posición debido a que la verdad y el conocimiento son armas esenciales para combatir el Mal. Durante la Guerra de la lanza, las constelaciones de Paladine y Takhisis desaparecieron de los cielos, como advertencia a la gente de que ambos dioses estaban caminando por la faz de Krynn. Una vez que Takhisis fue derrotada y expulsada, estos dioses regresaron a sus planos y por tanto las constelaciones regresaron a sus posiciones en el cielo.

## Avatares
A partir de la devastación de la Guerra de la lanza, Paladine tiene dos metas principales, mantener a su hermana en su destierro, y traer de nuevo la luz y la esperanza a las abrumadas naciones de Krynn. Incluso en la pausa que siguió a la guerra, Paladine regresó ocasionalmente en forma de avatar para espolear la obra del Bien. En la Guerra de la Lanza, adoptó la forma de un viejo mago loco llamado Fizban.
Muchas leyendas sugieren que Huma, el héroe de la Lanza de Dragón, que consiguió extraer un juramento de la propia Reina de la Oscuridad, era avatar de Paladine, lo cual es falso. Éste era realmente un mortal, que actuaba quizá bajo guía divina, pero siendo sólo un mortal. Debido a que el sacrificio que cambió la historia de este simple hombre es difícil de aceptar, muchos prefieren considerarlo divino antes que aspirar a este ideal.
Tras los días oscuros del Cataclismo, Paladine volvió a entrar en el mundo en la forma del perplejo y viejo hechicero Fizban el Fabuloso.
Fizban encarna las habilidades mágicas de Paladine. Vaga por el mundo como un mago senil que olvida conjuros, ¡e incluso su propio nombre ! . Desventura tras desventura se acumulan en torno al aturdido Fizban pero, al final, cada error se une con todos los demás errores para formar una sorprendente victoria. La auténtica naturaleza de Fizban es un misterio: ¿es un auténtico creyente tocado por la divinidad, un cascarón creado en memoria de un adorador favorito, o simplemente un conducto para la voz del dios? Esta ontología importa poco a los dragones, sin embargo, porque instintivamente captan la presencia divina y muestran deferencia.
Como gran dios, Paladine puede mantener muchos avatares a la vez. Una forma es un sacerdote de perpetua sonrisa, grueso y duro de oído, que ve lo mejor en todo. Afortunadamente, en su presencia, todo se decanta siempre hacia lo mejor. También toma la forma de un viejo luchador con un dragón en su cresta. En esta forma, lleva un bigote solámnico y no lleva barba. Pese a su pelo que empieza a desaparecer y sus crujientes articulaciones, sigue siendo juvenilmente ágil e intuitivo cuando surge la necesidad. Mortífero en la batalla, es aún más hábil como hombre de estado, y arrastra a las multitudes con sus elocuentes discursos.
- Datos: Q3098428